# Melopyrrha nigra
Melopyrrha nigra е вид птица от семейство Тангарови (Thraupidae), единствен представител на род Melopyrrha.

## Разпространение
Видът е разпространен в Кайманови острови и Куба.